# Pero metella
Pero metella là một loài bướm đêm trong họ Geometridae.